# Stefano Sabelli
Stefano Sabelli (Roma, 13 gennaio 1993) è un calciatore italiano, difensore del Genoa.

## Biografia
Stefano Sabelli è sposato con Roberta Vogliacco, sorella del suo compagno di squadra al Genoa Alessandro Vogliacco. Stefano e Roberta hanno due gemelli, nati alla fine del 2021.

## Caratteristiche tecniche
Nasce come terzino di destra, ma si è dimostrato in grado di ricoprire il ruolo di esterno destro in un centrocampo a 4 e in un 3-5-2.

## Carriera

### Club

#### Gli Inizi
Nel 2005 approda alla Roma. Compie tutta la trafila giovanile nel club giallorosso, vincendo tre scudetti, uno con i Giovanissimi nazionali guidati da Andrea Stramaccioni nella stagione 2007-2008, uno con gli Allievi nazionali (2009-2010) e uno con la Primavera (2010-2011).

#### Bari e parentesi a Carpi
Nel luglio 2012 viene ceduto al Bari in prestito con diritto di riscatto della comproprietà. Esordisce il 25 agosto 2012, nella partita Bari-Cittadella (2-1). Disputa il campionato di Serie B 2012-2013, collezionando 29 presenze.
Nel giugno 2013 il Bari esercita il diritto di riscatto e acquista la metà del cartellino del giocatore dalla Roma. Il difensore disputa la stagione 2013-2014 ancora con la maglia del Bari e raggiunge con i galletti il settimo posto in classifica e l'accesso ai play-off, dove il Bari viene eliminato in semifinale dal Latina; in stagione colleziona 41 presenze. Alla fine della stagione il club pugliese ottiene la proprietà del giocatore alle buste, aggiudicandosela per 600 000 euro.
Il 13 gennaio 2015, nel giorno del suo 22º compleanno, prolunga il suo contratto con il Bari fino al 30 giugno 2019. Gioca in tutto 31 partite di campionato, piazzandosi 2º tra i difensori di Serie B secondo una classifica di merito stilata dalla Lega Serie B.
Il 21 gennaio 2016 il Bari ufficializza la cessione del giocatore al Carpi in prestito oneroso con diritto di riscatto. Il debutto con la nuova squadra (e in Serie A) avviene il 7 febbraio successivo, nella gara interna contro il Napoli. Il 16 aprile segna il suo primo gol in Serie A con il Carpi, all'86º minuto di gioco della partita casalinga contro il Genoa. Dopo la retrocessione del Carpi in Serie B, Sabelli torna al Bari.
Disputa la stagione 2016-2017 con il club pugliese, indossando la maglia numero 23. Nella gara contro l'Avellino, valida per la 39ª giornata di campionato, subisce un infortunio al legamento crociato anteriore del ginocchio destro che lo costringe a finire anzitempo la stagione.

#### Brescia e Empoli
Nell'estate del 2018 si accasa al Brescia nell'ambito dell'operazione che porta al Bari il difensore Michele Somma. Nella stagione 2018-2019 ottiene con i lombardi la promozione in Serie A, vincendo la Coppa Ali della Vittoria in virtù del primo posto in Serie B. Nell'annata seguente disputa da titolare il campionato di Serie A, chiusosi con la retrocessione dei lombardi, e nel 2020-2021 un'altra metà di stagione in Serie B.
Il 19 gennaio 2021 si trasferisce all'Empoli, in Serie B, a titolo definitivo. Con i toscani vince il campionato cadetto, aggiudicandosi per la seconda volta la Coppa Ali della Vittoria e ottenendo la promozione in Serie A.

#### Genoa e parentesi al Brescia
Nel luglio 2021 passa al Genoa, in Serie A, ma con i liguri trova poco spazio e offre un rendimento al di sotto delle attese, indi per cui il 14 gennaio 2022 fa ritorno al Brescia, in Serie B, con la formula del prestito. Il campionato successivo, rientrato dal prestito, disputa la stagione da titolare, conquistando la promozione in massima serie e siglando la sua prima rete in rossoblu all'ultima di campionato, il 19 maggio 2023, nella vittoria per 4-3 contro il Bari, sua ex squadra (contro cui aveva segnato la sua ultima rete 5 anni prima).

### Nazionale
Ha esordito con la maglia della Nazionale Under-18 il 14 febbraio 2011 contro i pari età della Norvegia. Il 10 ottobre 2012 indossa per la prima volta la maglia della Under-20 nella gara Germania-Italia (4-1).
Il 5 settembre 2012 esordisce nella Under-21 guidata da Devis Mangia nella partita amichevole Italia-Turchia (2-2). La sua prima gara ufficiale con l'Under-21 è quella del 5 settembre 2013 persa 3-1 contro il Belgio.
Prende parte all'Europeo Under-21 2015 in Repubblica Ceca.

## Statistiche

### Presenze e reti nei club
Statistiche aggiornate al 24 maggio 2025.
| Stagione        | Squadra         | Campionato      | Campionato | Campionato | Coppe nazionali | Coppe nazionali | Coppe nazionali | Coppe continentali | Coppe continentali | Coppe continentali | Altre coppe | Altre coppe | Altre coppe | Totale | Totale |
| Stagione        | Squadra         | Comp            | Pres       | Reti       | Comp            | Pres            | Reti            | Comp               | Pres               | Reti               | Comp        | Pres        | Reti        | Pres   | Reti   |
| --------------- | --------------- | --------------- | ---------- | ---------- | --------------- | --------------- | --------------- | ------------------ | ------------------ | ------------------ | ----------- | ----------- | ----------- | ------ | ------ |
| 2012-2013       | Bari            | B               | 29         | 0          | CI              | 1               | 0               | -                  | -                  | -                  | -           | -           | -           | 30     | 0      |
| 2013-2014       | Bari            | B               | 37+3       | 0          | CI              | 1               | 0               | -                  | -                  | -                  | -           | -           | -           | 41     | 0      |
| 2014-2015       | Bari            | B               | 31         | 2          | CI              | 1               | 0               | -                  | -                  | -                  | -           | -           | -           | 32     | 2      |
| 2015-gen. 2016  | Bari            | B               | 21         | 1          | CI              | 1               | 0               | -                  | -                  | -                  | -           | -           | -           | 22     | 1      |
| gen.-giu. 2016  | Carpi           | A               | 7          | 1          | -               | -               | -               | -                  | -                  | -                  | -           | -           | -           | 7      | 1      |
| 2016-2017       | Bari            | B               | 32         | 0          | CI              | 2               | 0               | -                  | -                  | -                  | -           | -           | -           | 34     | 0      |
| 2017-2018       | Bari            | B               | 20+1       | 1+0        | CI              | 1               | 0               | -                  | -                  | -                  | -           | -           | -           | 22     | 1      |
| Totale Bari     | Totale Bari     | Totale Bari     | 170+4      | 4          |                 | 7               | 0               |                    | -                  | -                  |             | -           | -           | 181    | 4      |
| 2018-2019       | Brescia         | B               | 29         | 0          | CI              | 1               | 0               | -                  | -                  | -                  | -           | -           | -           | 30     | 0      |
| 2019-2020       | Brescia         | A               | 36         | 0          | CI              | 1               | 0               | -                  | -                  | -                  | -           | -           | -           | 37     | 0      |
| 2020-gen. 2021  | Brescia         | B               | 13         | 0          | CI              | 1               | 0               | -                  | -                  | -                  | -           | -           | -           | 14     | 0      |
| gen.-giu. 2021  | Empoli          | B               | 12         | 0          | CI              | -               | -               | -                  | -                  | -                  | -           | -           | -           | 12     | 0      |
| 2021-gen. 2022  | Genoa           | A               | 7          | 0          | CI              | 2               | 0               | -                  | -                  | -                  | -           | -           | -           | 9      | 0      |
| gen.-giu. 2022  | Brescia         | B               | 16+2       | 0          | CI              | -               | -               | -                  | -                  | -                  | -           | -           | -           | 18     | 0      |
| Totale Brescia  | Totale Brescia  | Totale Brescia  | 94+2       | 0          |                 | 3               | 0               |                    | -                  | -                  |             | -           | -           | 99     | 0      |
| 2022-2023       | Genoa           | B               | 30         | 1          | CI              | 2               | 0               | -                  | -                  | -                  | -           | -           | -           | 32     | 1      |
| 2023-2024       | Genoa           | A               | 32         | 0          | CI              | 1               | 0               | -                  | -                  | -                  | -           | -           | -           | 33     | 0      |
| 2024-2025       | Genoa           | A               | 34         | 0          | CI              | 2               | 0               | -                  | -                  | -                  | -           | -           | -           | 36     | 0      |
| 2025-2026       | Genoa           | A               | 0          | 0          | CI              | 0               | 0               | -                  | -                  | -                  | -           | -           | -           | 0      | 0      |
| Totale Genoa    | Totale Genoa    | Totale Genoa    | 103        | 1          |                 | 7               | 0               |                    | -                  | -                  |             | -           | -           | 110    | 1      |
| Totale carriera | Totale carriera | Totale carriera | 393        | 6          |                 | 17              | 0               |                    | -                  | -                  |             | -           | -           | 410    | 6      |

### Cronologia presenze e reti in nazionale
| Cronologia completa delle presenze e delle reti in nazionale ― Italia under 21 | Cronologia completa delle presenze e delle reti in nazionale ― Italia under 21 | Cronologia completa delle presenze e delle reti in nazionale ― Italia under 21 | Cronologia completa delle presenze e delle reti in nazionale ― Italia under 21 | Cronologia completa delle presenze e delle reti in nazionale ― Italia under 21 | Cronologia completa delle presenze e delle reti in nazionale ― Italia under 21 | Cronologia completa delle presenze e delle reti in nazionale ― Italia under 21 | Cronologia completa delle presenze e delle reti in nazionale ― Italia under 21 |
| Data                                                                           | Città                                                                          | In casa                                                                        | Risultato                                                                      | Ospiti                                                                         | Competizione                                                                   | Reti                                                                           | Note                                                                           |
| ------------------------------------------------------------------------------ | ------------------------------------------------------------------------------ | ------------------------------------------------------------------------------ | ------------------------------------------------------------------------------ | ------------------------------------------------------------------------------ | ------------------------------------------------------------------------------ | ------------------------------------------------------------------------------ | ------------------------------------------------------------------------------ |
| 5-9-2012                                                                       | Livorno                                                                        | Italia under 21                                                                | 2 – 2                                                                          | Turchia under 21                                                               | Amichevole                                                                     | -                                                                              |                                                                                |
| 5-9-2013                                                                       | Rieti                                                                          | Italia under 21                                                                | 1 – 3                                                                          | Belgio under 21                                                                | Qual. Europeo Under-21 2015                                                    | -                                                                              | 76’                                                                            |
| 5-3-2014                                                                       | Lurgan                                                                         | Irlanda del Nord under 21                                                      | 4 – 0                                                                          | Italia under 21                                                                | Qual. Europeo Under-21 2015                                                    | -                                                                              |                                                                                |
| 13-8-2014                                                                      | Ploiești                                                                       | Romania under 21                                                               | 2 – 1                                                                          | Italia under 21                                                                | Amichevole                                                                     | -                                                                              | 64’                                                                            |
| 5-9-2014                                                                       | Pescara                                                                        | Italia under 21                                                                | 3 – 2                                                                          | Serbia under 21                                                                | Qual. Europeo Under-21 2015                                                    | -                                                                              | 90’                                                                            |
| 9-9-2014                                                                       | Castel di Sangro                                                               | Italia under 21                                                                | 7 – 1                                                                          | Cipro under 21                                                                 | Qual. Europeo Under-21 2015                                                    | -                                                                              |                                                                                |
| 27-3-2015                                                                      | Paderborn                                                                      | Germania under 21                                                              | 2 – 2                                                                          | Italia under 21                                                                | Amichevole                                                                     | -                                                                              | 62’                                                                            |
| 30-3-2015                                                                      | Benevento                                                                      | Italia under 21                                                                | 0 – 1                                                                          | Serbia under 21                                                                | Amichevole                                                                     | -                                                                              | 89’                                                                            |
| 18-6-2015                                                                      | Olomouc                                                                        | Italia under 21                                                                | 1 – 2                                                                          | Svezia under 21                                                                | Europeo Under-21 2015 - 1º turno                                               | -                                                                              |                                                                                |
| 24-6-2015                                                                      | Olomouc                                                                        | Inghilterra under 21                                                           | 1 – 3                                                                          | Italia under 21                                                                | Europeo Under-21 2015 - 1º turno                                               | -                                                                              | 63’                                                                            |
| Totale                                                                         |                                                                                | Presenze                                                                       | 10                                                                             |                                                                                | Reti                                                                           | 0                                                                              |                                                                                |

## Palmarès

### Club

#### Competizioni giovanili
- Campionato Primavera: 1

Roma: 2010-2011
- Coppa Italia Primavera: 1

Roma: 2011-2012

#### Competizioni nazionali
- Campionato italiano di Serie B: 2

Brescia: 2018-2019
Empoli: 2020-2021

## Filmografia
- 2015 - Una meravigliosa stagione fallimentare